# Michel Arrivé

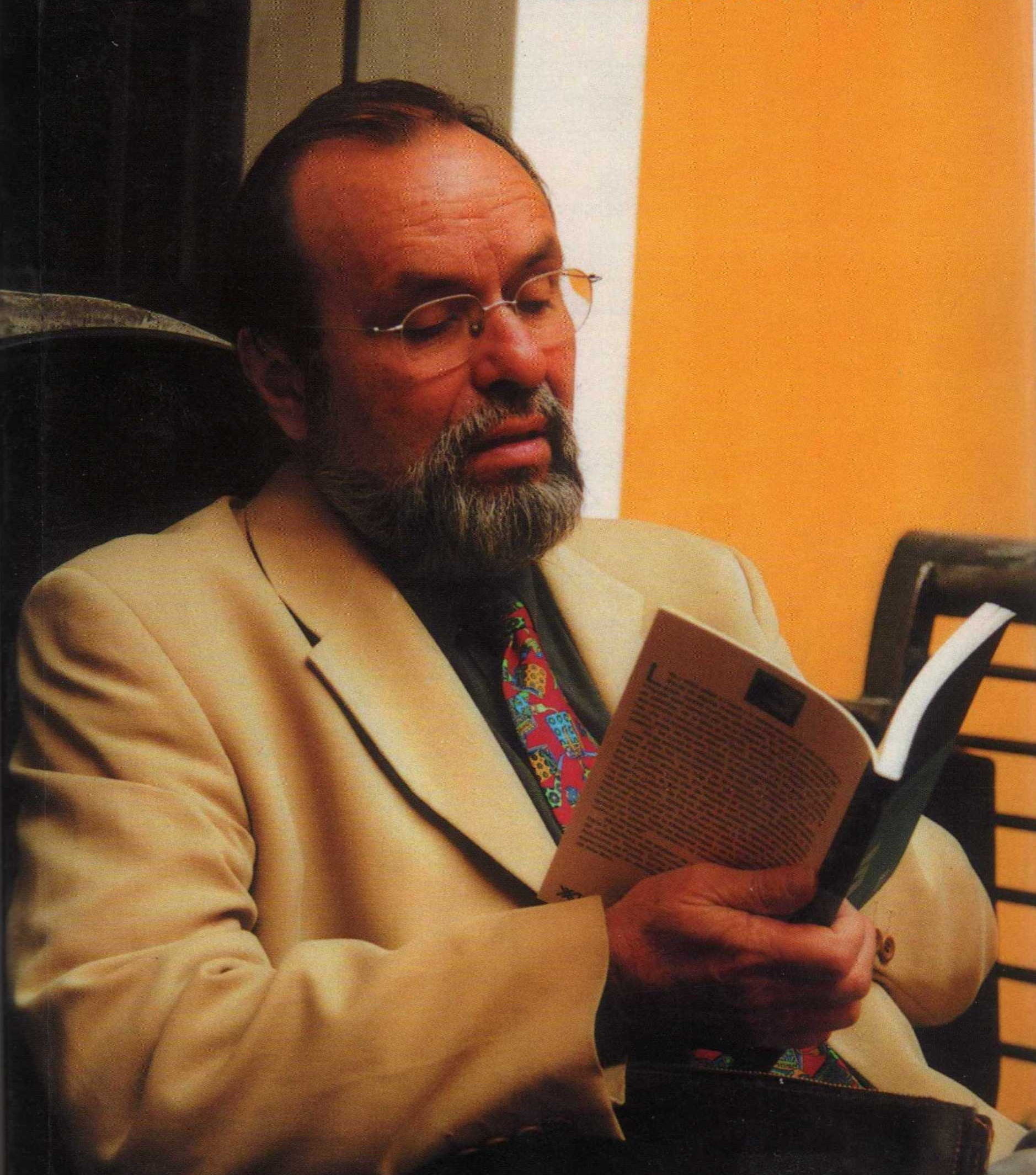
Michel Arrivé

Michel Arrivé (* 7. Dezember 1936 in  Neuilly-sur-Seine; † 3. April 2017 in Saint-Cloud) war ein französischer Linguist und Schriftsteller.

## Leben und Werk
Arrivé bestand 1958 im Alter von 21 Jahren die Agrégation im Fach Grammaire. Er war an der  Sorbonne  Assistent von  Frédéric Deloffre  und habilitierte sich 1970 mit einer Arbeit über  Alfred Jarry (Les Langages de Jarry. Essai de sémiotique littéraire. Klincksieck, Paris 1972). Jarry war der Begründer der  ’Pataphysik. Arrivé gehörte zum  Collège de ’Pataphysique  und gab 1976 den ersten und wichtigsten Band von Jarrys Werken in der  Bibliothèque de la Pléiade  heraus. Arrivé war von 1983 bis 2006 Professor an der  Universität Paris-Nanterre.
Neben seiner linguistischen Forschung publizierte Arrivé sechs Romane und zwei Novellenbände.

## Schriften (Auswahl)

### Forschung
- mit Claire Blanche-Benveniste, Jean-Claude Chevalier, Jean Peytard: Grammaire Larousse du français contemporain. Larousse, Paris 1964.
- mit Jean-Claude Chevalier: La Grammaire. Lectures (= Initiation à la linguistique. Série A = Lectures. 3, ISSN 0073-8018). Klincksieck, Paris 1970.
- Lire Jarry (= Dialectiques. 3). Éd. Complexe u. a., Brüssel u. a. 1976, ISBN 2-87027-004-6.
- mit Françoise Gadet, Michel Galmiche: La Grammaire d’aujourd’hui. Guide alphabétique de linguistique française. Flammarion, Paris 1986, ISBN 2-08-112003-8.
- als Herausgeber mit Jean-Claude Coquet: Sémiotique en jeu. A partir et autour de l’œuvre d’A. J. Greimas. Actes de la Décade tenue au Centre culturel international de Cerisy-la-Salle du 4 au 14 août 1983 (= Actes sémiotiques. 5). Hadès, Paris u. a. 1987, ISBN 2-905572-05-1.
- Réformer l’orthographe? Presses Universitaires de France, Paris 1993, ISBN 2-13-045597-2.
- Langage et psychanalyse, linguistique et inconscient. Freud, Saussure, Pichon, Lacan. Presses Universitaires de France, Paris 1994, ISBN 2-13-046464-5.
- als Herausgeber mit Claudine Normand: Saussure aujourd’hui. Actes du colloque de Cerisy-la-Salle, 12–19 août 1992 (= Linx. Numero spécial 1995, ISSN 0246-8743). Centre de Recherches Linguistiques de Paris X Nanterre, Nanterre 1995.
- als Bearbeiter: Bescherelle. La conjugaison pour tous. Dictionnaire de 12 000 verbes. Édition entièrement revue sous la responsabilité scientifique. Édition entièrement revue. Hatier, Paris 1997, ISBN 2-218-71716-6.
- als Herausgeber mit Claudine Normand: Emile Benveniste vingt ans après. Actes du colloque de Cerisy la Salle, 12 au 19 août 1995 (= Linx. Numero spécial 1997). Centre de Recherches Linguistiques de Paris X Nanterre, Nanterre 1997.
- als Herausgeber mit Claudine Normand: Linguistique et psychanalyse. Colloque international de Cerisy-La Salle, septembre 1998. Éditions In Pres, Paris 2001, ISBN 2-912404-55-X.
- Verbes sages et verbes fous. Lambert-Lucas, Limoges 2005, ISBN 2-915806-07-1.
- À la recherche de Ferdinand de Saussure. Presses Universitaires de France, Paris 2007, ISBN 978-2-13-055970-2.
- als Herausgeber: Du côté de chez Saussure. Actes du colloque tenu à Genève du 19 au 22 juin 2007. Lambert-Lucas, Limoges 2008, ISBN 978-2-915806-88-5.
- Le linguiste et l’inconscient. Presses Universitaires de France, Paris 2008, ISBN 978-2-13-056977-0.
- als Herausgeber mit Valelia Muni Toke, Claudine Normand: De la grammaire à l’inconscient. Dans les traces de Damourette et Pichon. Actes du colloque de Cerisy-la-Salle du 1er au 11 août 2009. Lambert-Lucas, Limoges 2010, ISBN 978-2-35935-022-7.
- De la lettre à la littérature. Jarry, Saussure, Roussel et quelques autres (= Théorie de la littérature. 10). Classiques Garnier, Paris 2016, ISBN 978-2-8124-5066-2.
- Saussure retrouvé (= Domaines linguistiques. Série Grammaires et représentations de la langue. 5). Classiques Garnier, Paris 2016, ISBN 978-2-8124-5064-8.

### Belletristik
- Les remembrances du vieillard idiot, d’Alfred Hellequin. Avec des fragments de la biographie d’Adolphe Ripotois et de ses œuvres inédites. Roman. Flammarion, Paris 1977, ISBN 2-08-064002-X (Preis: Prix du premier roman).
- La Réduction de peine. Roman. Flammarion, Paris 1978, ISBN 2-08-064112-3.
- L’horloge sans balancier. Apologue en forme de roman. Flammarion, Paris 1983, ISBN 2-08-064582-X.
- L’Éphémère ou la Mort comme elle va. Méridiens Klincksieck, Paris 1989, ISBN 2-86563-223-7 (Novellen).
- Une très vieille petite fille. Roman. Champ Vallon, Seyssel 2006, ISBN 2-87673-447-8.
- La Walkyrie et le professeur. Roman. Champ Vallon, Seyssel 2007, ISBN 978-2-87673-468-5.
- Un bel immeuble. Roman d’un roman. Champ Vallon, Seyssel 2009, ISBN 978-2-87673-522-4.
- L’homme qui achetait les rêves. Roman. Champ Vallon, Seyssel 2011, ISBN 978-2-87673-560-6.
- Elle et lui, lui et elle. Nouvelles noires. Eyjeaux 2018, ISBN 978-2-916753-42-3.